# Kinder- und Jugendschutz in Wissenschaft und Praxis
Kinder- und Jugendschutz in Wissenschaft und Praxis, kurz KJug, ist eine Fachzeitschrift für den Bereich des Kinder- und Jugendschutzes (ISSN 1865-9330). Sie erscheint vierteljährlich. Sie wird herausgegeben vom Verein Bundesarbeitsgemeinschaft Kinder- und Jugendschutz mit Sitz in Berlin. Sie berichtet sowohl über aktuelle Entwicklungen und kontroverse Themen, als auch über spezielle Aspekte des Kinder- und Jugendschutzes bei grundlegenden Themen.